# Philodice hoffmannseggii
Philodice hoffmannseggii är en gräsväxtart som beskrevs av Carl Friedrich Philipp von Martius. Philodice hoffmannseggii ingår i släktet Philodice och familjen Eriocaulaceae. Inga underarter finns listade i Catalogue of Life.